# Elizabeth Maconchy
Dame Elizabeth Violet Maconchy (født 19. marts 1907 i Hertfordshire - død 11. november 1994 i Norwich, England) var en irsk/engelsk komponist.
Maconchy studerede kompostion på Det Kongelige Musikkonservatorium i London hos bl.a. Ralph Vaughan Williams, og på Musikkonservatoriet i Prag hos Karel Boleslav Jirak. Hun har skrevet 4 symfonier, sinfonietta, orkesterværker, kammermusik, koncertmusik, 13 strygekvartetter, sceneværker etc. Maconchy var i særdeleshed inspireret af Bela Bartok, men også af Ludwig van Beethoven, Wolfgang Amadeus Mozart og Benjamin Britten. Hun hører til en af Englands vigtige komponister i det 20. århundrede.

## Udvalgte værker
- Symfoni nr. 1 (1929-1930) (tilbagetrukket) - for orkester
- Symfoni nr. 2 (1945-1948) (tilbagetrukket) - for orkester
- Symfoni for dobbeltstrenget orkester (1952–1953) - for 2 strygeorkestre
- Lille Symfoni (1980-1981) - for orkester
- Sinfonietta (1976) - for orkester
- "Andante og Allégro" (1926-1927) - for fløjte og strygeorkester
- 13 Strygekvartetter (1932-1983)
- "Tema og variationer" (1928) - for orkester